# Vu Seng-ping
 Kínai név: vezetéknév: Wu (Vu); utónév: Shengping (Seng-ping)
Wu Shengping (Vu Seng-ping) (1996. augusztus 21. –) ifjúsági olimpiai bajnok kínai műugró.

## Élete
2012-ben, az ausztráliai Adelaide-ben rendezett junior műugró-világbajnokság A korcsoportos (16-18 évesek) mezőnyében aranyérmet nyert a lányok 10 méteres toronyugrásának döntőjében. 18 esztendősen megnyerte a 2014. évi nyári ifjúsági olimpiai játékokon mind a lány 3 méteres műugrást, mind pedig a lány egyéni 10 méteres toronyugrást. A nemzetek vegyes csapatainak versenyében – az egyiptomi Mohab Elkordy-val alkotva párost – a 2. helyen zárt.

## Eredmények
| Sportesemény                              | Versenyszámok | Versenyszámok | Versenyszámok | Versenyszámok | Versenyszámok |
| Sportesemény                              | 1 m           | 3 m           | 3 m szinkron  | 10 m torony   | 10 m szinkron |
| ----------------------------------------- | ------------- | ------------- | ------------- | ------------- | ------------- |
| 2010-es Grand Prix, Montréal              | –             | –             | –             | –             |               |
| 2010-es Grand Prix, Fort Lauderdale       | –             | –             | –             | –             |               |
|                                           |               |               |               |               |               |
| 2011-es Grand Prix, Rostock               | –             | –             | –             | 4.            | –             |
|                                           |               |               |               |               |               |
| 2012-es Grand Prix, Rostock               | –             | –             | –             |               |               |
| 2012-es junior vb, Adelaide               | –             | –             | –             |               | –             |
|                                           |               |               |               |               |               |
| 2014. évi nyári ifjúsági olimpia, Nanking | –             |               | –             |               | –             |

Csapatversenyeken
| Sportesemény                              | Partnere            | Eredmény | Megjegyzés                 |
| ----------------------------------------- | ------------------- | -------- | -------------------------- |
| 2014. évi nyári ifjúsági olimpia, Nanking | Mohab Elkordy (EGY) |          | nemzetek 4. vegyes csapata |